# Gusten Widerbäck
Erik Gustaf (Gusten) Widerbäck, född 1 september 1879 i Södra Vi i Kalmar län, död 6 december 1970 i Vaksala i Uppsala, var en svensk målare, tecknare och grafiker. 

## Biografi
Widerbäck var son till folkskolläraren Sven August Widerbäck och Carolin Josefina Nilsson, och från 1916 gift med Sigrid Månsson (född 24 augusti 1885, död 31 januari 1968) samt far till konstnären Erik Widerbäck. Han föddes i Småland men har kommit att betraktas som Uppsalamålare, då han flyttade till Uppsala redan 1881, när fadern fick tjänst som folkskollärare i Helga Trefaldighets församling. I Uppsala växte Widerbäck upp i skolhuset invid Carolinabacken. 
Han började måla redan i tonåren och när han studerade musik för Ruben Liljefors blev han av dennes broder Bruno Liljefors uppmuntrad att fortsätta inom bildkonsten. Han gick på Konstakademien och studerade där för bland annat Per Daniel Holm 1899 och på Konstnärsförbundets målarskola 1900. Han bosatte sig i Årsta i Vaksala socken strax öster om Uppsala (nu en stadsdel i Uppsala). 
I början målade han i sekelskiftets nationalromantiska anda. Tillsammans med Jonas Lindkvist ställde han ut på Gummesons konsthall i Stockholm 1927 och separat ett flertal gånger i Uppsala 1949–1964. Han medverkade i Konstnärsförbundets utställning i Göteborg 1903 på Valand och en utställning med Upplandsgruppen i samma lokal 1909, Sveriges allmänna konstförenings utställningar i Stockholm , utställningen Fyra Uppsalakonstnärer som visades på Gummesons konsthall 1942 och i utställningen Med pensel och penna som visades i Uppsala 1948 samt Uplands konstförenings utställningar i Uppsala och Gävle.
Hans målningar är till stor del skildringar av trakten runt Uppsala. Ett typiskt motiv är den stora slätten med tornen från Vaksala kyrka, Uppsala domkyrka eller Uppsala slott vid horisonten, inte sällan bara som antydning. Hans syster var ingift i familjen Liljefors. Som illustratör medverkade han i idrottsbladet Sport som utgavs 1898–1899 och Sigurd Agrells dikt Morgonfest. Som initiativtagare tillsammans med Erik Ljungberger var han med om att skapa den lokala tidskriften Med pensel och penna som utgavs i fyra nummer 1904–1905 där han medverkade med både texter och illustrationer.
Widerbäck finns representerad vid bland annat Nationalmuseum i Stockholm, Kalmar konstmuseum, Uppsala universitet, Uppsala universitetsbibliotek, Uppsala konstmuseum.